# Sutton, Bedfordshire
Sutton är en ort och civil parish i Storbritannien.   Den ligger i kommunen Central Bedfordshire i riksdelen England, i den sydöstra delen av landet, 70 km norr om huvudstaden London. Sutton ligger 40 meter över havet och antalet invånare är 299.
Terrängen runt Sutton är platt. Runt Sutton är det ganska tätbefolkat, med 214 invånare per kvadratkilometer. Närmaste större samhälle är Bedford, 17,4 km väster om Sutton. Trakten runt Sutton består till största delen av jordbruksmark.